# Речки Воейковы
Речки Воейковы — деревня в Бежецком районе Тверской области. Входит в состав Лаптихинского сельского поселения.

## География
Находится в восточной части Тверской области на расстоянии приблизительно 20 км по прямой на запад-юго-запад от районного центра города Бежецк.

## История
Деревня была отмечена еще на карте Менде (состояние местности на 1848 год). В 1859 году здесь (деревня Бежецкого уезда Тверской губернии) было учтено 19 дворов, в 1978 — 14.

## Население
Численность населения: 124 человека (1859 год), 4 (русские 100 %) в 2002 году, 5 в 2010.